# Ramingstein
Ramingstein – gmina w Austrii, w kraju związkowym Salzburg, w powiecie Tamsweg. Miejscowość zamieszkuje 1132 osoby (1 stycznia 2015). Ramingstein jest popularnym ośrodkiem wypoczynkowym. Jego głównymi walorami turystycznymi są ścieżki rowerowe, rzeka Mura, gotycki zamek, kopalnia srebra, kolej wąskotorowa oraz doceniane przez turystów promenady.